# Docenti a San Marino
Un docente a San Marino è un docente nel campo dell'istruzione che opera all'interno della scuola sammarinese e dell'Università degli Studi della Repubblica di San Marino, in possesso di requisiti e preparazione differenti, a seconda degli ordini e delle rispettive normative dalla Segreteria di Stato per l'Istruzione, la Cultura e l'Università.

## Nella scuola
Il percorso di formazione necessario per insegnare nella scuola sammarinese può essere così generalmente riassunto:
- Laurea magistrale, laurea specialistica o laurea vecchia ordinamento per accesso alla graduatoria + 33 CFU e 200 ore di tirocinio obbligatorio per inserirsi nelle graduatorie annuali per le supplenze di tutti i gradi (infanzia, primaria, secondaria di I° e II° grado) conseguibili con corsi annuali presso l'Università degli Studi della Repubblica di San Marino.
- Corso di specializzazione per il sostegno e l'inclusione scolastica per insegnare come insegnante di sostegno da 27 CFU e 200 ore di tirocinio conseguibili presso l'Università degli Studi della Repubblica di San Marino.

L'abilitazione è selettiva ed è conseguita con voto minimo di 70/100. Tutti i titoli italiani sono automaticamente riconosciuti a San Marino per inserirsi nelle graduatorie sammarinesi (allegato A alla Legge 3 maggio 2007 n. 57), anche la specializzazione italiana su sostegno con il TFA sostegno è riconosciuta a San Marino dal DD del 30 giugno 2015 n.100.
Nell'anno scolastico 2013/2014 risultavano 494 docenti di ruolo e 90 supplenti mentre nell'anno scolastico risultavano 423 docenti di ruolo e 195 supplenti in servizio nei 32 plessi e sedi di ordine e grado sammarinesi con la riduzione del precariato dal 31,6% al 15,4%.
Nella PA sammarinese è stato previsto un piano straordinario di stabilizzazioni nel 2022 in accordo con le organizzazioni sindacali, .
I docenti sono in due fasce, a loro suddivisi in personale precario interno e esterno:
- I Fascia: docenti con minimo cinque anni di servizio al 31 dicembre 2021 nel "vecchio" regime retributivo e normativo previsto legislazione sammarinese e a tempo indeterminato.
- II Fascia: docenti con minimo tre anni di servizio. Il superamento di una prova di idoneità consente di avere la priorità per supplenze e al quinto anno di servizio l'accesso alla prima fascia e il tempo indeterminato con il "nuovo" regime retributivo e normativo previsto dalla legislazione sammarinese dall'anno 2022.

Il personale precario esterno sono tutti i supplenti mentre il personale precario interno sono docenti di ruolo in un insegnamento diverso da quello a cui sono inseriti (simili ai docenti di ruolo perdenti posto in Italia). 
La prova di idoneità nel 2022 si è svolta con una prova di 20 domande a risposta multipla computer-based con cinque alternative, il punteggio minimo era 12/20 ed è possibile sostenere la prova per una seconda volta se risultati inidonei. La prova di idoneità nel 2022 è stata superata da 62 docenti (2 del nido dell'infanzia, 9 della scuola dell'infanzia, 25 delle elementari, 26 delle medie).
Le graduatorie per gli insegnamenti sono suddivise per grado (nido, infanzia, elementare, media e superiore); le graduatorie dell'asilo nido sono addetti e educatori, per l'infanzia è presente la graduatoria unica insegnanti, per le elementari insegnanti e lingua inglese invece per medie e superiori le graduatorie sono divise per insegnamenti (otto alle medie e  diciotto alle superiori).
Gli insegnanti di religione cattolica e scienze motorie hanno le graduatorie valevoli per tutti i gradi d'istruzione a differenza delle altre graduatorie che sono valevoli per un solo grado d'istruzione.

### Classi di concorso
Ogni insegnamento impartito nelle scuole di ogni ordine e grado può essere assegnato a una o più classe di concorso, a cui il docente ha accesso tramite una determinata laurea ed eventualmente specifici CFU. Le classi di concorso, il loro accesso e la corrispondenza ai vari insegnamenti dei vari indirizzi di studio e l'equipollenza con la classe di concorso italiana è la Legge 3 maggio 2007 n.57.

### Concorsi
A partire dal 2023 sono previsti concorsi per i docenti precari con queste modalità:
| Concorso                                                                                         | Requisiti | Prove                   |
| ------------------------------------------------------------------------------------------------ | --- | ----------------------- |
| Educatori                                                                                        | Laurea triennale in Scienze dell'Educazione e Formazione (L-19) | - Prova scritta - Orale |
| Insegnanti di Sostegno Primaria                                                                  | Laurea magistrale in Scienze della Formazione Primaria (LM-85 bis) | - Prova scritta - Orale |
| Insegnanti di Sostegno Secondaria e insegnanti di inglese, scienze motorie e religione cattolica | - Laurea magistrale di accesso al singolo insegnamento + Tfa sostegno (60 CFU) + servizio su sostegno a tempo determinato (per sostegno) - Laurea magistrale di accesso al singolo insegnamento (per religione cattolica, scienze motorie e inglese) | - Prova scritta - Orale |

Una volta superato il concorso seguirà un anno di prova per la conferma del ruolo, l'anno di prova si potrà ripetere una volta. Gli insegnanti di sostegno hanno il vincolo di tre anni e per passare su materia dovranno superare una prova didattica interna.